# Jeff Withey
Jeffree David "Jeff" Withey (ur. 7 marca 1990 w San Diego) – amerykański koszykarz występujący na pozycji środkowego, obecnie zawodnik Goyang Orion Orions.
24 sierpnia 2015 roku podpisał umowę z klubem Utah Jazz. 21 sierpnia 2017 został zawodnikiem Dallas Mavericks. 19 grudnia został zwolniony.
28 lutego 2019 dołączył do greckiego GS Lavrio Aegean Cargo. 18 sierpnia zawarł kontrakt z izraelskim Ironi Hai Motors Nes-Cijjona.
9 lipca 2020 został zawodnikiem południowokoreańskiego Goyang Orion Orions.

## Osiągnięcia

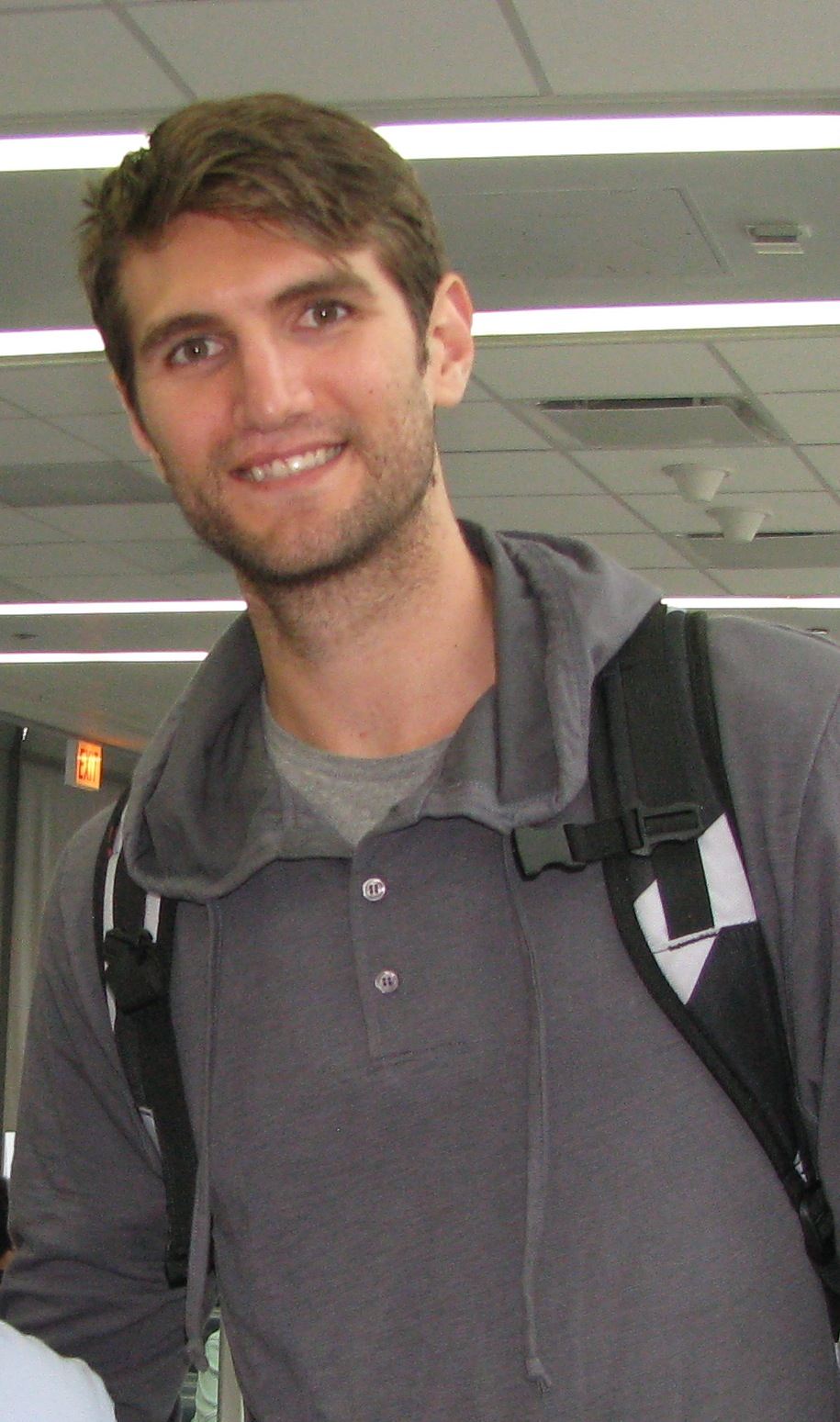
Jeff Withey w czerwcu 2013.

Stan na podstawie 8 września 2020, na podstawie, o ile nie zaznaczono inaczej.
NCAA
- Wicemistrz NCAA (2012)
- Uczestnik rozgrywek:
  - Elite Eight turnieju NCAA (2011, 2012)
  - Sweet Sixteen turnieju NCAA (2011–2013)
  - turnieju NCAA (2010–2013)
- Mistrz:
  - turnieju konferencji Big 12 (2010, 2011, 2013)
  - sezonu regularnego Big 12 (2010–2013)
- Obrońca Roku:
  - NCAA według NABC (2013)[8]
  - konferencji Big 12 (2012–2013)[9]
- Most Outstanding Player (MOP=MVP) turnieju Big 12 (2013)[10]
- Zaliczony do:
  - I składu:
    - Big 12 (2013)
    - defensywnego Big 12 (2012, 2013)
    - turnieju:
      - Big 12 (2013)
      - CBE Classic (2013)

  - II składu All-American (2013)
  - III składu Big 12 (2012)

Indywidualne
- Lider ligi izraelskiej w blokach (2020)